# Автомобільна промисловість у Росії

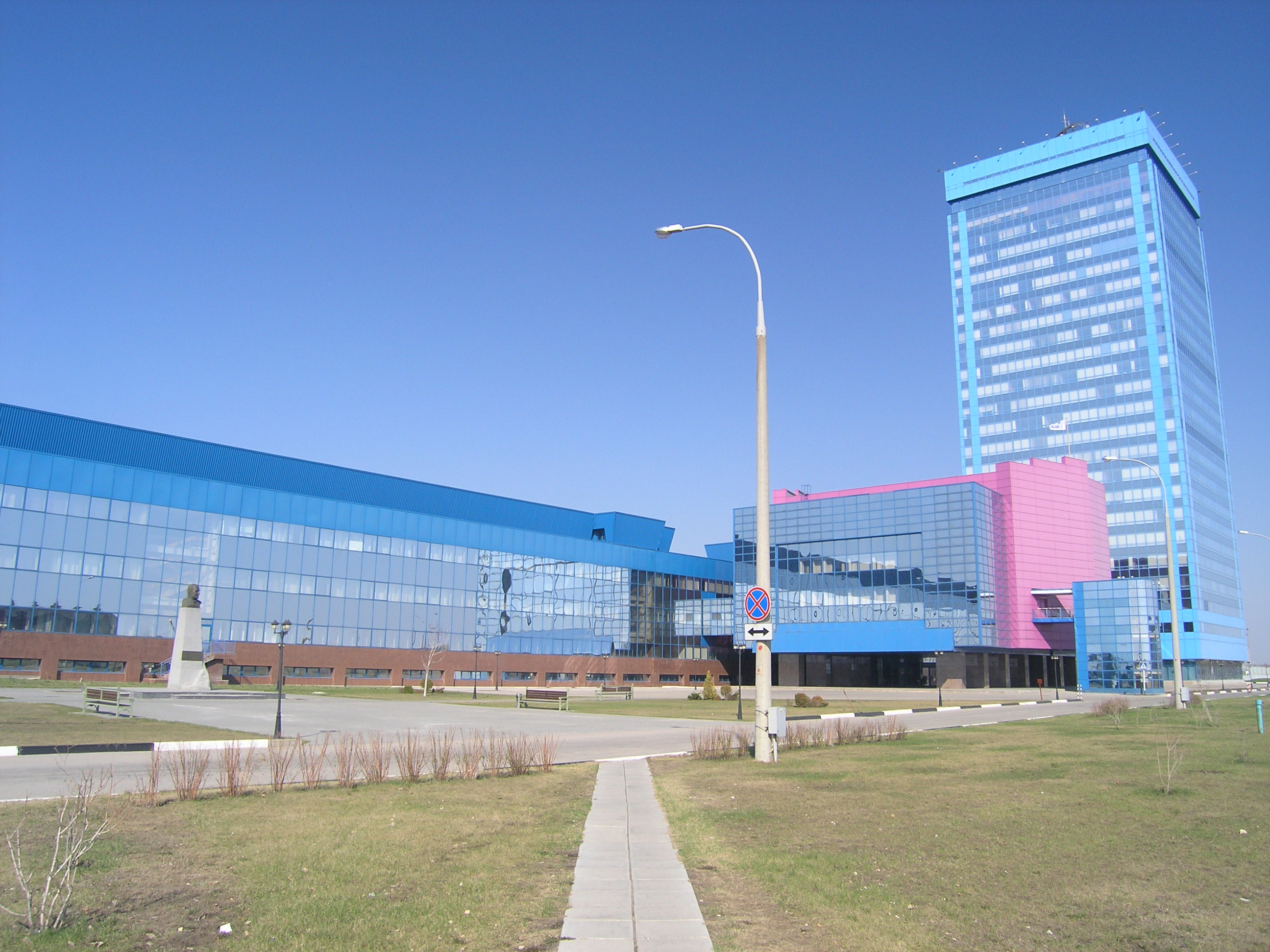
ВАЗ — найбільший виробник легкових автомобілів у Росії

Автомобільна промисловість Росії — галузь економіки Росії. 
Виробництво автомобілів є значущою промисловістю в Росії, у якій зайнято близько 600,000 осіб, або 1% від загальної чисельності робочої сили країни. У 2009 році промисловість виробила 599,265 автомобілів, порівняно з 1,469,429 в 2008 році через світову фінансову кризу, і 1,895,474 автомобілів в 2014 році.
Росія входить в число 15-ти найбільших автовиробників.
Найбільшими компаніями є виробники легкових автомобілів АвтоВАЗ і ГАЗ, а КамАЗ є провідним виробником важких транспортних засобів. Одинадцять іноземних автовиробників мають виробничі операції або будують свої заводи в Росії.

## Історія до 1990-го року
Див. також: Автомобільна промисловість у Радянському Союзі

## Історія російського автопрому 1990-х років

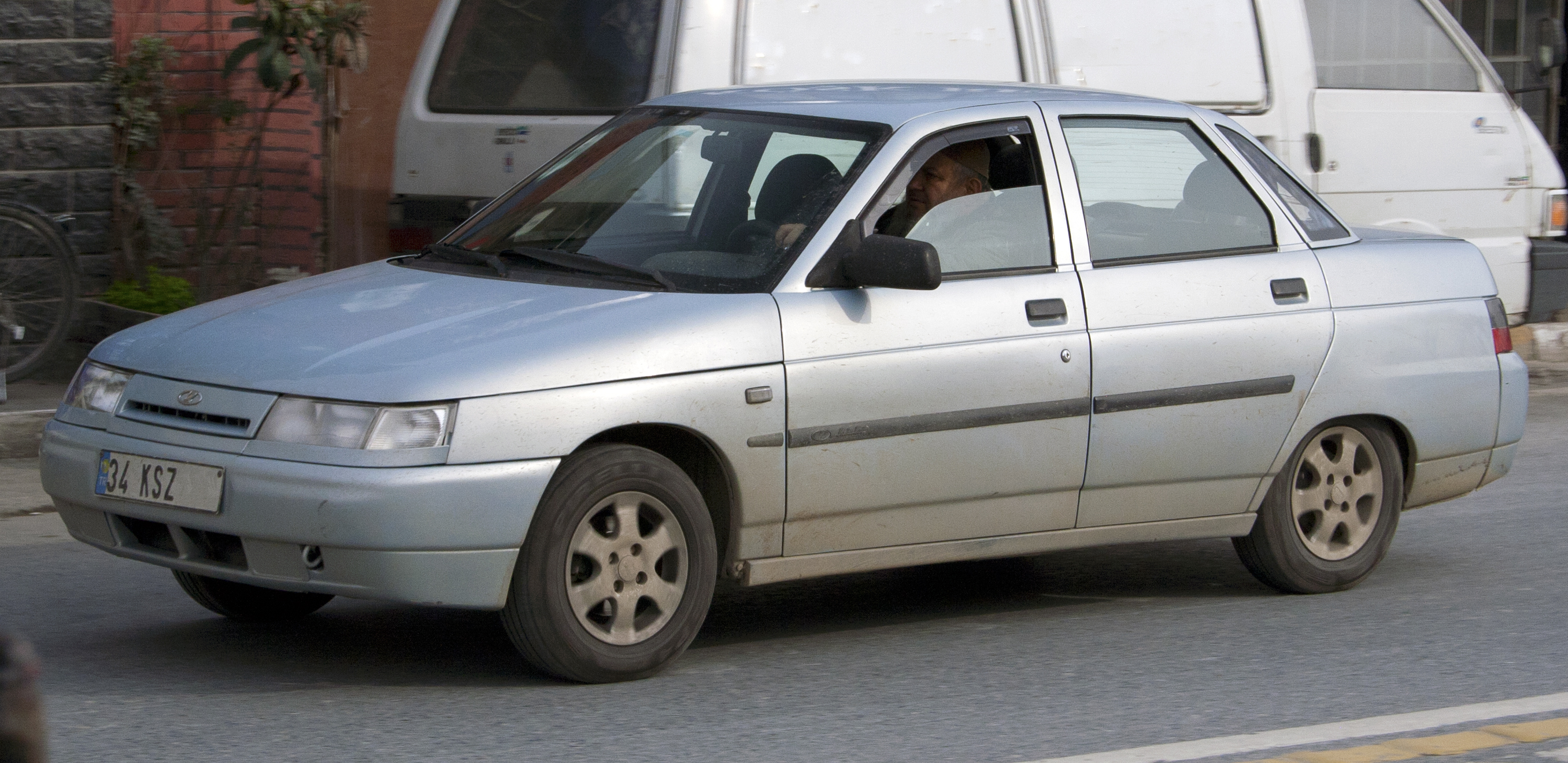
ВАЗ-2110

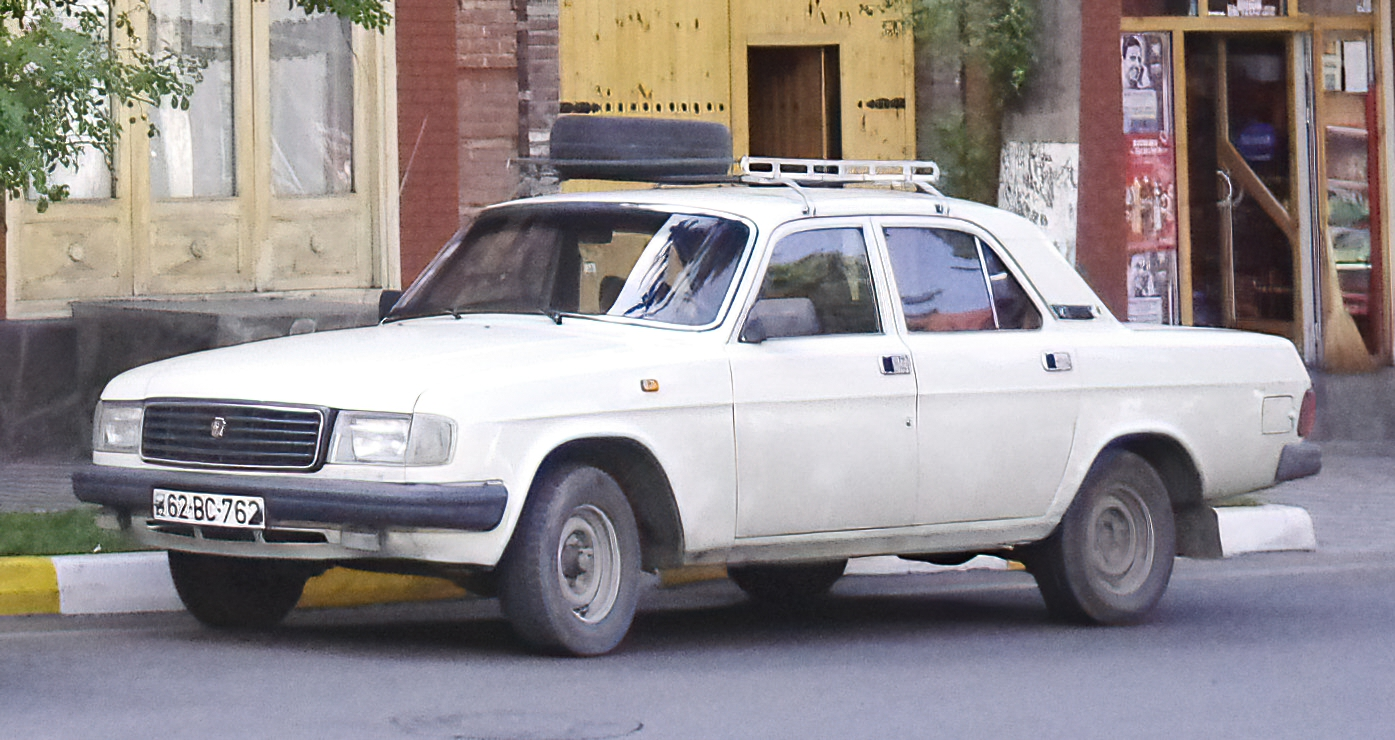
ГАЗ-31029 Волга

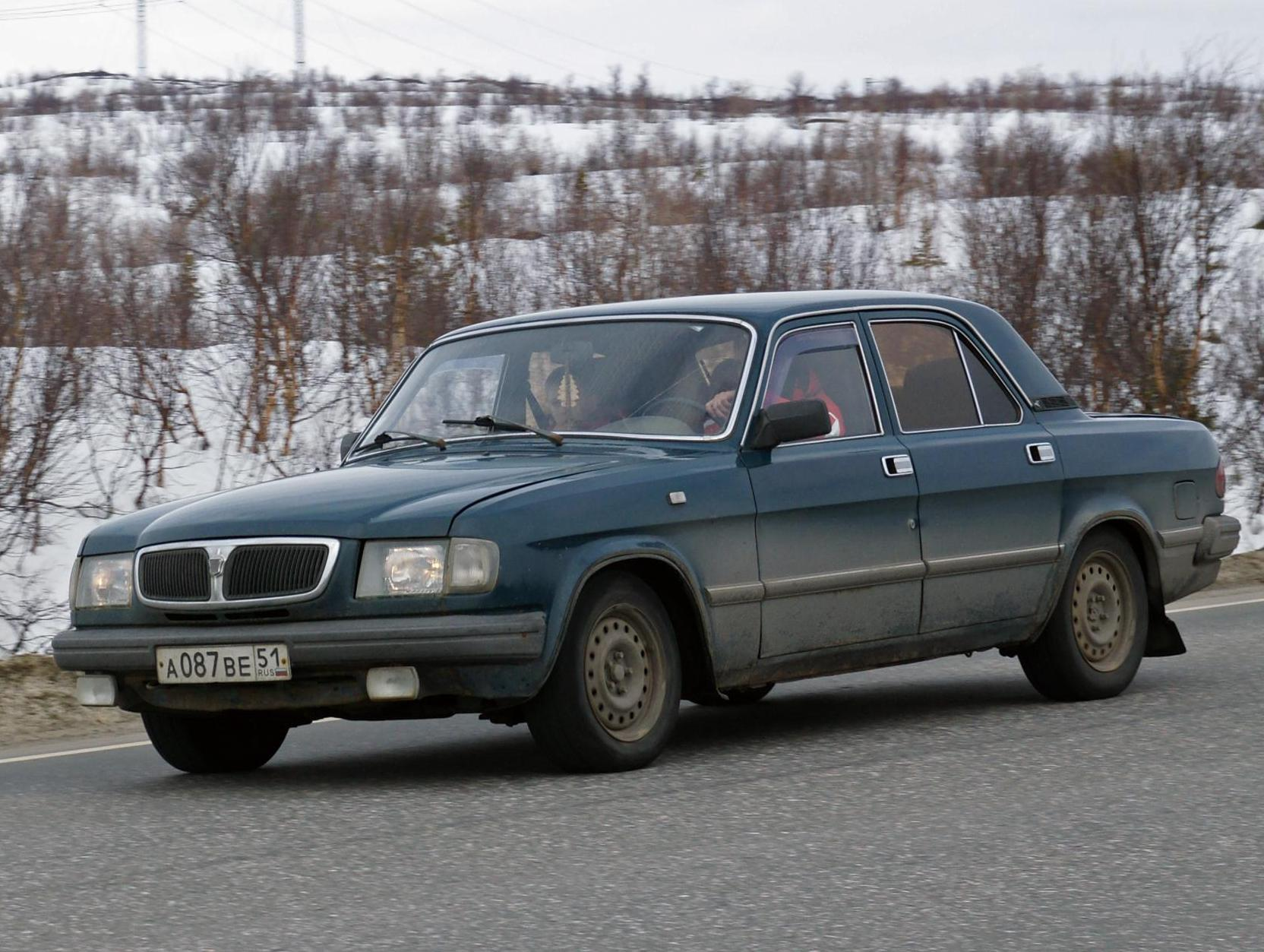
ГАЗ-3110 Волга

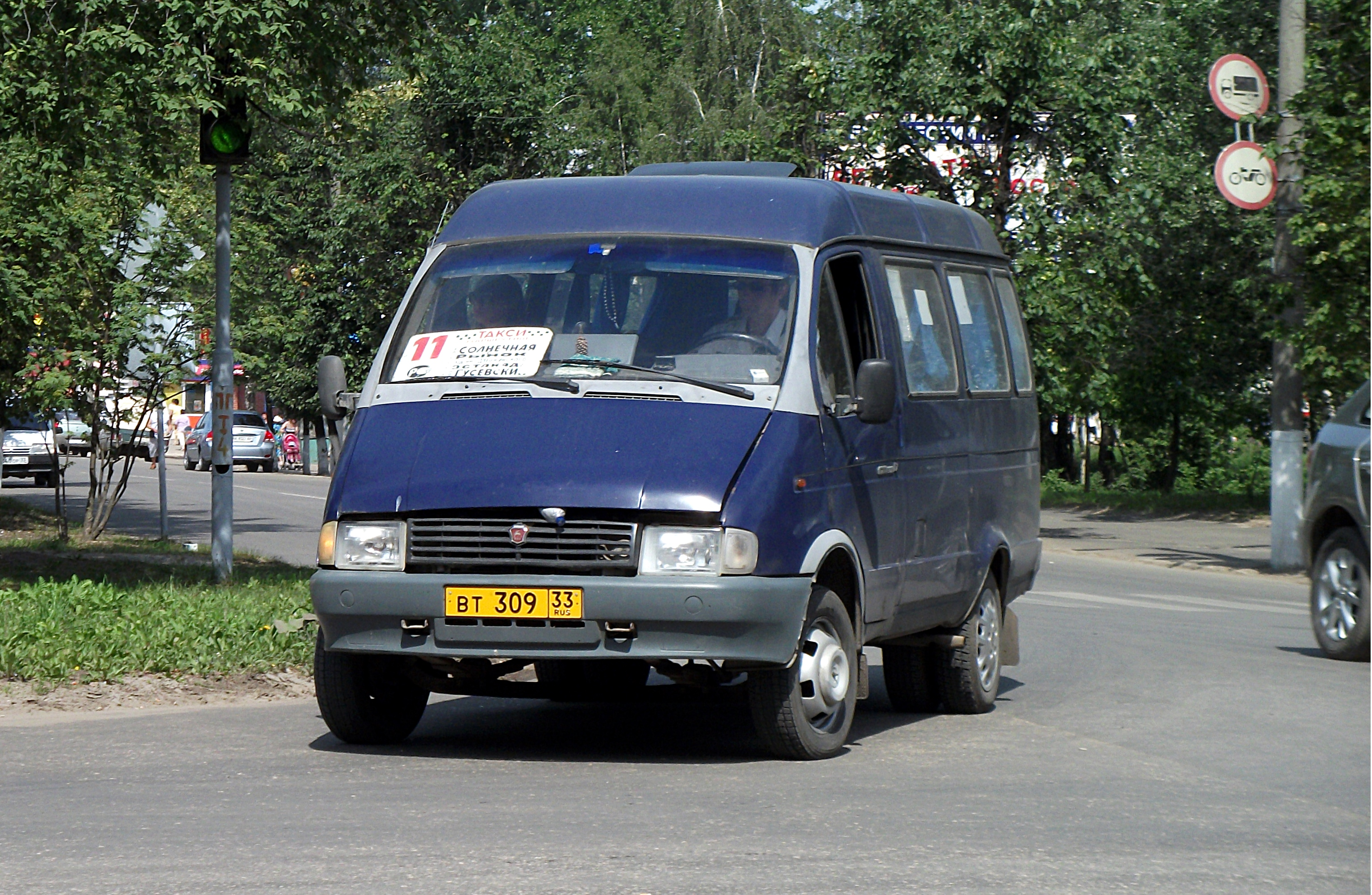
ГАЗ-3302 Газель

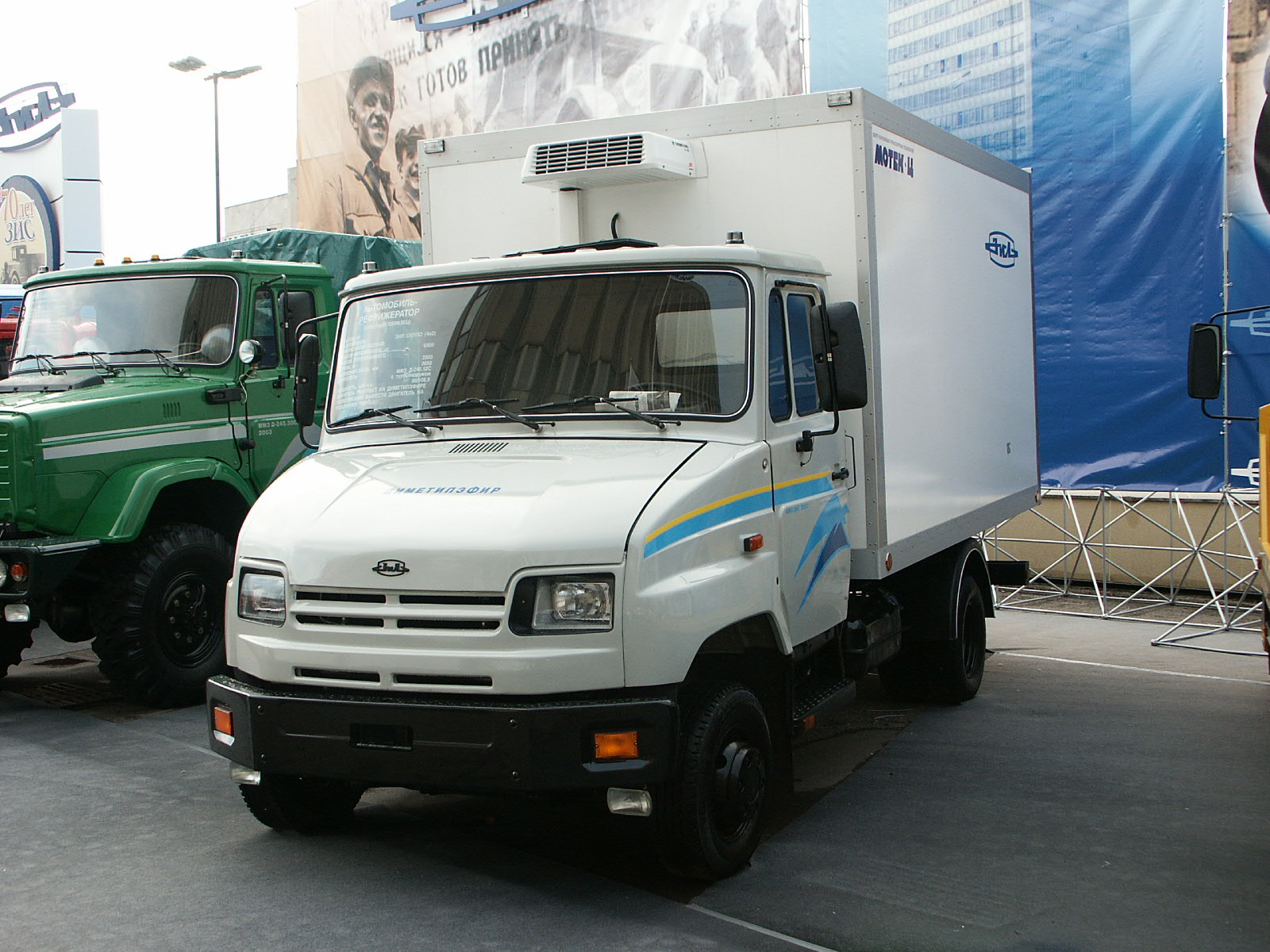
ЗІЛ-5301 Бичок

### Основні тенденції десятиліття
На початку 1990-х років російське автомобілебудування потрапило в смугу затяжної кризи. Причиною тому був розпад СРСР і економічні реформи 1992 року.
Так, до 1995 року загальний обсяг вироблених у країні легкових автомобілів скоротився на третину, вантажних — в 5,5 разу, а автобусів — в 10 (хоча СРСР займав 1-у сходинку в світі за обсягом вироблених автобусів). Слабка фінансова система і дорожнеча кредитів призвели до того, що кардинальні оновлення, яких так потребували виробничі програми російських заводів, практично виключалися. Виробничі потужності виявилися надлишковими, морально застарілими і фізично зношеними. Робота на багатьох заводах була зупинена — навіть на тих, продукція яких користувалася відносним попитом, а саме — ІЖ і АЗЛК.
Після дефолту і девальвації рубля 1998 року, важке існування заводів дещо полегшилось — на ринок почали виходити нові моделі, хоча частка ринку російських виробників невблаганно скорочувалася.

### Російські автомобілі 1990-х років
На тлі занепаду автопромисловості у 1990-х роках деяким вітчизняним заводам все ж таки вдавалося утриматися на плаву, більше того, навіть випускати нові моделі. Звичайно, про революцію в дизайні чи технічних рішеннях не було й мови — нові автомобілі практично не відрізнялися від тих, які вироблялися 20 років тому.
Лідерами автомобільної галузі 1990-х років можна назвати АвтоВАЗ, ГАЗ і АМО ЗІЛ: ці заводи забезпечили собі виживання і змогли випустити на ринок нові автомобілі.

#### ВАЗ-2110
Однією з новинок став ВАЗ-2110 (або Lada 110). Модель з'явилася в 1995 році і випускалася аж до 2007 року. Проєктування цього автомобіля стартувало на початку 1980-х: за основу був узятий хетчбек ВАЗ-2108. Перші «шпигунські» знімки новинки були опубліковані в журналі «За кермом» ще при СРСР — в 1990 році. Примітно, що автомобіль тестували на випробувальному полігоні компанії Porsche. Спочатку планувалося, що ВАЗ-2110 надійде в продаж в 1992 році, але економічна криза зруйнувала ці плани і випуск Лади був відстрочений на невизначений термін.
Не дивно, що абсолютно нова модель виглядала застарілою, прориву в технологіях теж не спостерігалося — однак, це й не дивно, якщо врахувати, що ВАЗ-2110 «запізнився» на півдесятиліття. Але все ж, порівняно з «Жигулями» і «Самарами», на яких пересувалася переважна більшість населення, автомобіль став очевидним кроком вперед, бо номінально належав до більш високого класу, а тому і коштував дорожче. Найближчими закордонними аналогами ВАЗ-2110 називають Opel Kadett E (1984—1991) і перше покоління Opel Astra.

#### ГАЗ-31029 Волга
ГАЗ-31029 створювався в рамках двоетапної програми з модернізації іншої моделі Горьківського автомобільного заводу — ГАЗ-24. Ця Волга стала першим автомобілем ГАЗ як самостійного акціонерного товариства. Цікаво, що в той момент Горьківський завод намагався всіма силами позбутися від надлишково вироблених малотоннажних вантажівок ГАЗ-3307 і ГАЗ-66, тому «нав'язував» один, а іноді й дві вантажівки в «навантаження» дилеру до кожної Волги.

#### ГАЗ-3110 Волга
ГАЗ-3110 Волга являла собою модернізовану версію попередниці.

#### ГАЗ-3302 Газель
Ще один яскравий представник 90-х років — це Газель, виробництво якого стартувало на Горьківському автомобільному заводі в 1994 році. Особливо слід відзначити ГАЗ-33023 Газель-Фермер — вантажопасажирський автомобіль, який отримав масове поширення і вироблявся аж до 2010 року.

#### ЗІЛ-5301 Бичок
І останній автомобіль, який є показовим для російського автопрому 1990-х років — це малотонажний вантажний автомобіль заводу ім. Лихачова, який до 1992 року спеціалізувався на середньотоннажних бензинових вантажівках. Після розпаду СРСР основним споживачам такої транспортної техніки — сільському господарству і армії — було не явно до вантажівок, керівництво заводу ухвалило рішення в терміновому порядку запустити проєкт зі створення тритонного вантажного автомобіля, в якому були б по максимуму залучені комплектуючі, які вже випускались. Варто зазначити, що в якості прототипу (особливо це стосується ходової) ЗІЛ-5301 використовувався Mercedes-Benz T2. Пілотна партія навіть була побудована на мерседесівському шасі.
Пізніше, вже ближче до кінця десятиліття, на базі цих фургонів був створено ціле сімейство автобусів ЗІЛ-3250.
Складна політична та економічна обстановка, що склалася в країні після розпаду СРСР, істотно загальмувала і без того повільний розвиток автопрому в країні. Ті рідкісні нові моделі, які з'явилися в це десятиліття, насправді були нереалізованими проєктами 1980-х років, а отже не були проривами в автомобілебудуванні — їх прототипами були давно застарілі продукти європейського автопрому.

## Історія російського автопрому 2000-х років

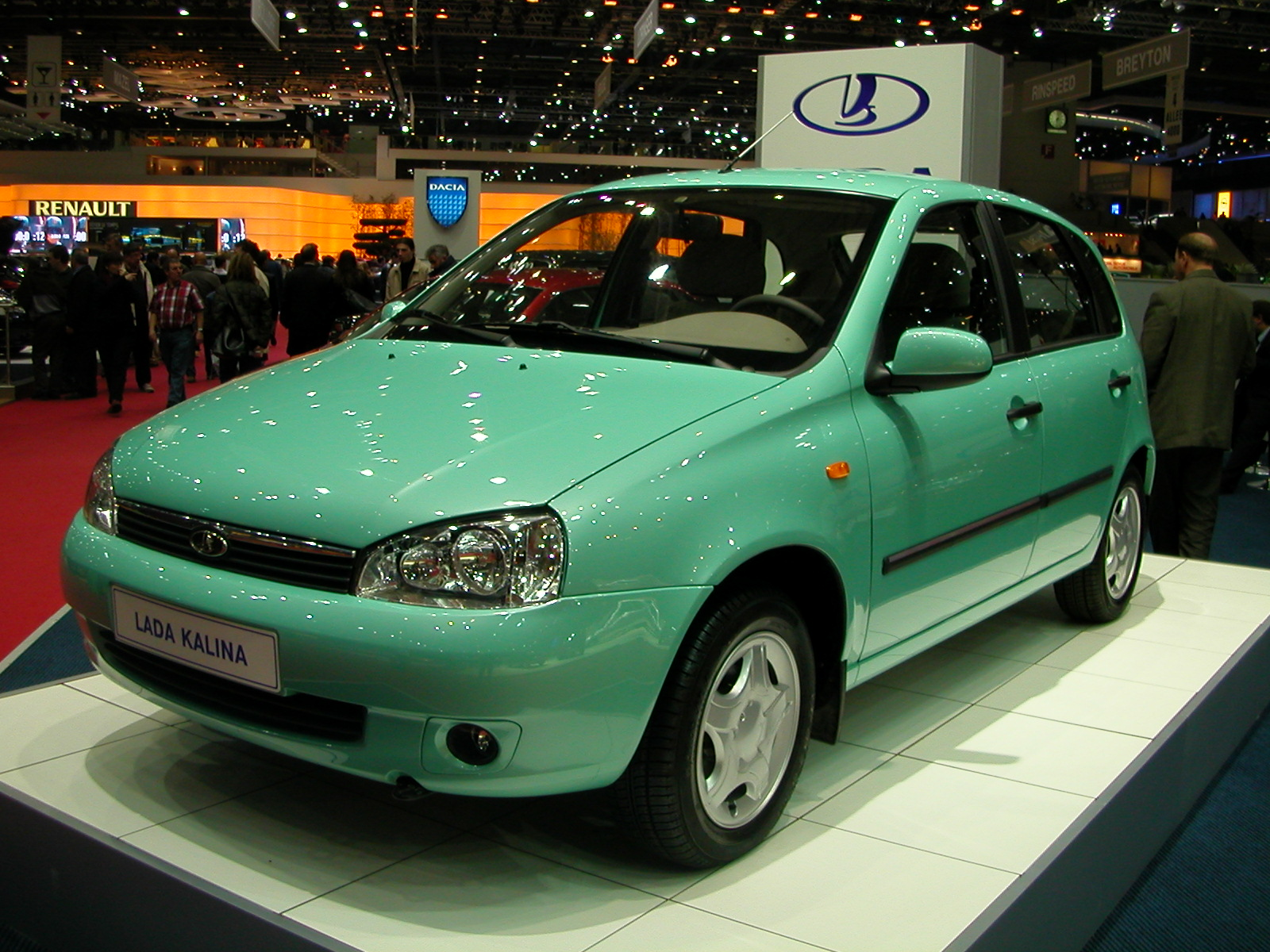
Лада Калина

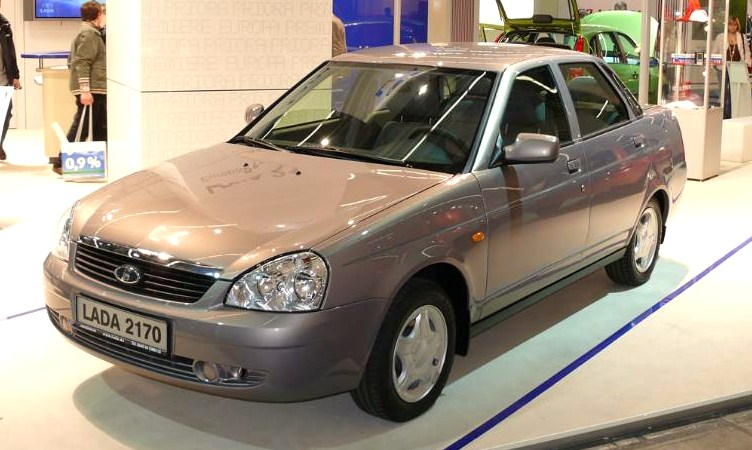
Лада Пріора

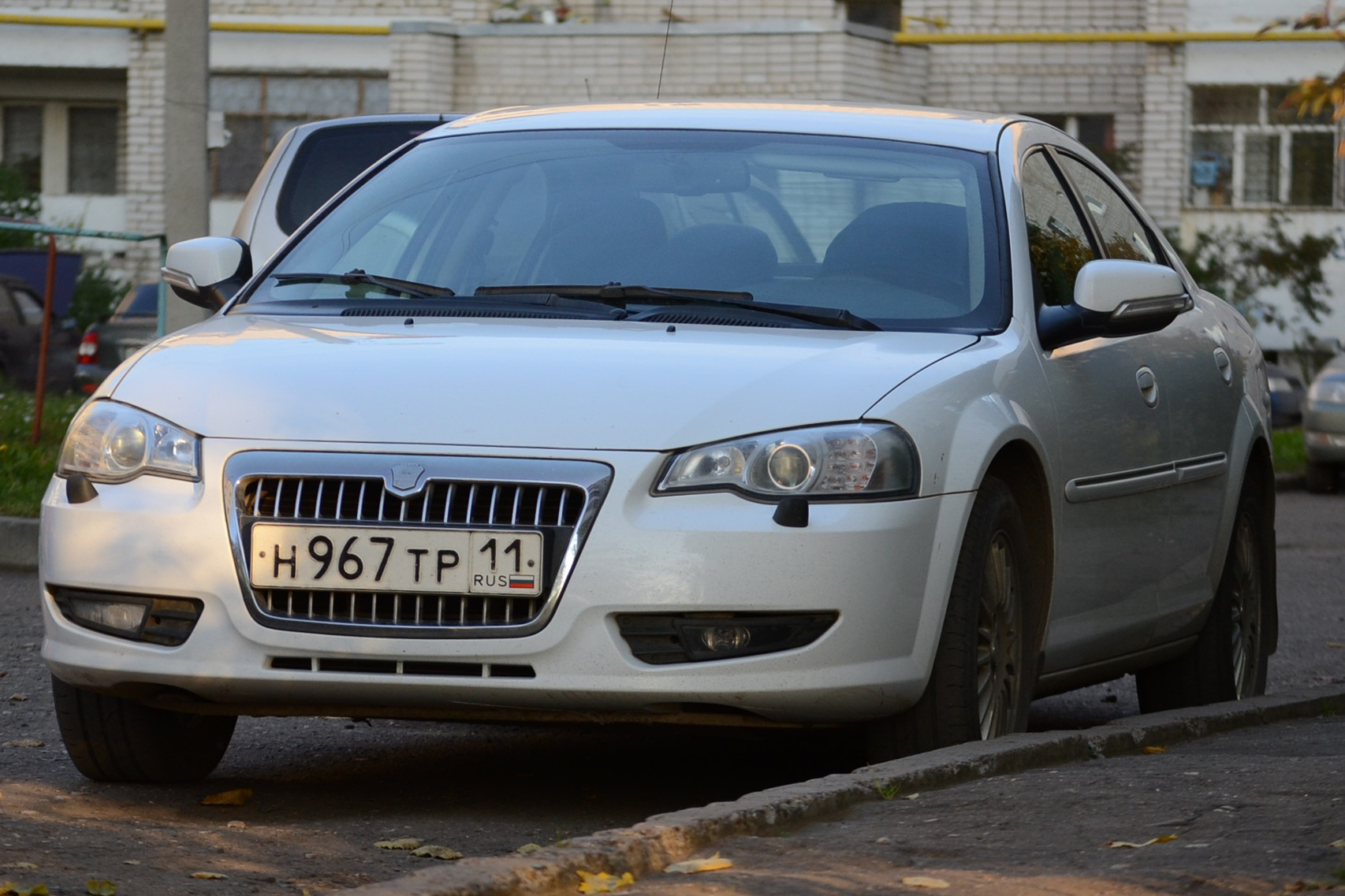
ГАЗ Волга Сайбер

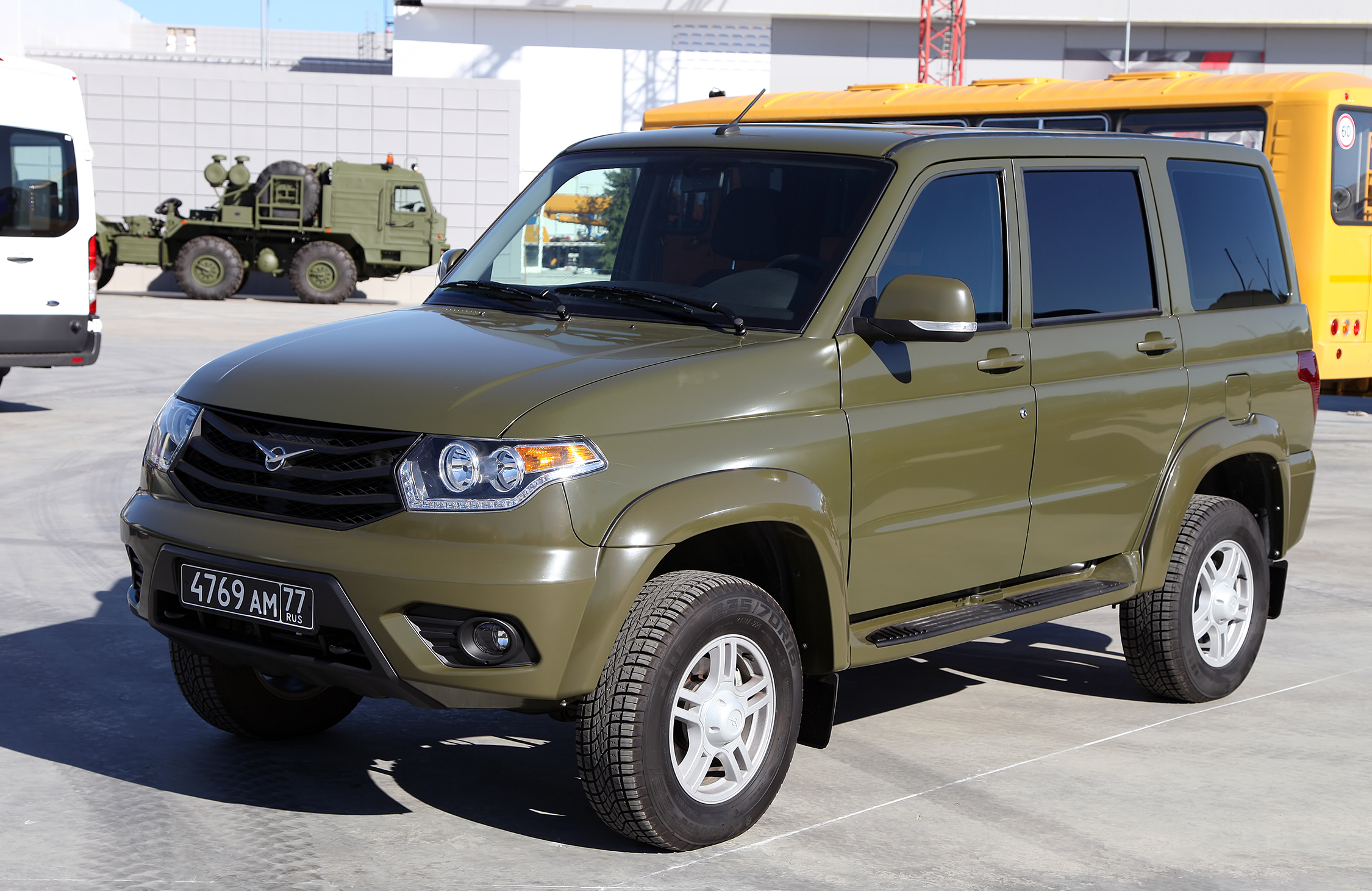
УАЗ Патріот

Вже з початку «нульових» автомобільна промисловість країни поступово почала підніматися на належний рівень. в Росії починає організовуватися складання іноземних автомобілів, і великі закордонні концерни зацікавилися місцевими автомобільними компаніями і стали купувати їх акції.

### Тенденції розвитку російського автопрому в 2000-х
З 2002 року в Росії стали масово відкриватися складальні підприємства іноземних виробників — вже через пару років їх налічувалося кілька десятків. У цій тенденції є певні позитивні сторони — наприклад те, що з'явилися робочі місця, російські інженери та конструктори отримали можливість навчатися у закордонних колег і працювати на світових автомобільних виробників. Інший позитивний момент цієї тенденції — в тому, що вартість іномарок російського складання помітно нижча, ніж імпортованих автомобілів, вироблених за кордоном.
Зворотний бік медалі полягає в тому, що частка виробництва іноземних моделей в сегменті легкових автомобілів почала збільшуватися — до середини десятиліття вона склала близько третини, а вже до 2007 року збільшилася до 41,3%.
Співпраця з великими світовими автовиробниками, в теорії, повинна було підняти на новий рівень російське автомобілебудування. Так, в 2009 році було оголошено про підписання угоди між російським АвтоВАЗом (який є найбільшим виробником легкових автомобілів у Східній Європі) і концерном Renault-Nissan за основними умовами реструктуризації російської компанії. Згідно з підписаними паперами, АвтоВАЗ дозволяє використовувати свої виробничі потужності Renault-Nissan, а закордонний виробник, у свою чергу, обіцяє надати ВАЗу свої технології.
Інший приклад — співпраця між концерном Daimler AG і російським виробником вантажівок КамАЗ. Німецька компанія придбала 10% акцій вітчизняного виробника і підписала угоду про партнерство і співробітництво у сфері сучасних проєктів та обміну технологіями.
У сформованих умовах принциповим питанням стала конкурентоспроможність російських автомобілів.

### Автомобілі 2000-х

#### Лада Калина
Лада Калина почала випускатися на виробничому майданчику АвтоВАЗ в Тольятті в 2004 році. Проєкт зі створення цілого сімейства нових автомобілів був запущений ще в 1998 році. Спочатку Lada Kalina з'явилася в кузові седан, пізніше, в 2006, почали виробляти хетчбеки, а з 2007 року і універсали. Вже в 2009 році Лада Калина посіла 4 сходинку в рейтенгу найпопулярніших сімейних автомобілів в Росії. У 2011 році Калина була знята з виробництва — її місце зайняла нова Лада Гранта.

#### Лада Пріора
Лада Пріора можна вважати відносною новинкою для російського автопрому. Цей легковий автомобіль в кузові седан зійшов з конвеєра в 2007 році, пізніше, в 2009 з'явився і універсал. Також випускається версія «купе» (трехдверний хетчбек), проте вона виходить обмеженими партіями. У модельній лінійці АвтоВАЗу Priora замінила собою Лада 2110.
Насправді Пріора — це рестайлінговий ВАЗ-2110, щоправда, в конструкцію автомобіля була внесена майже тисяча змін, отож сам виробник подає Пріору як принципово новий автомобіль. При виробництві Лада Пріора застосовуються вдосконалені технології складання вузлів і агрегатів: завдяки цьому вдалося вивести на новий рівень якість підгонки деталей, суттєво зменшилися зазори між панелями. Дизайн салону був розроблений спільно з італійською студією Carcerano. Однак до рівня сучасних автомобілів Лада Пріора все ж таки не дотягує і конкурувати з європейськими, японськими та американськими моделями того ж класу навряд чи зможе. Взяти хоча б те, що з початку виробництва автомобіля (до рестайлінгу 2011 року) задні гальма були барабанними. Але, незважаючи на це, в кінці десятиліття Лада Пріора стала найбільш продаваним російським автомобілем.

## Історія російського автопрому 2010-х років

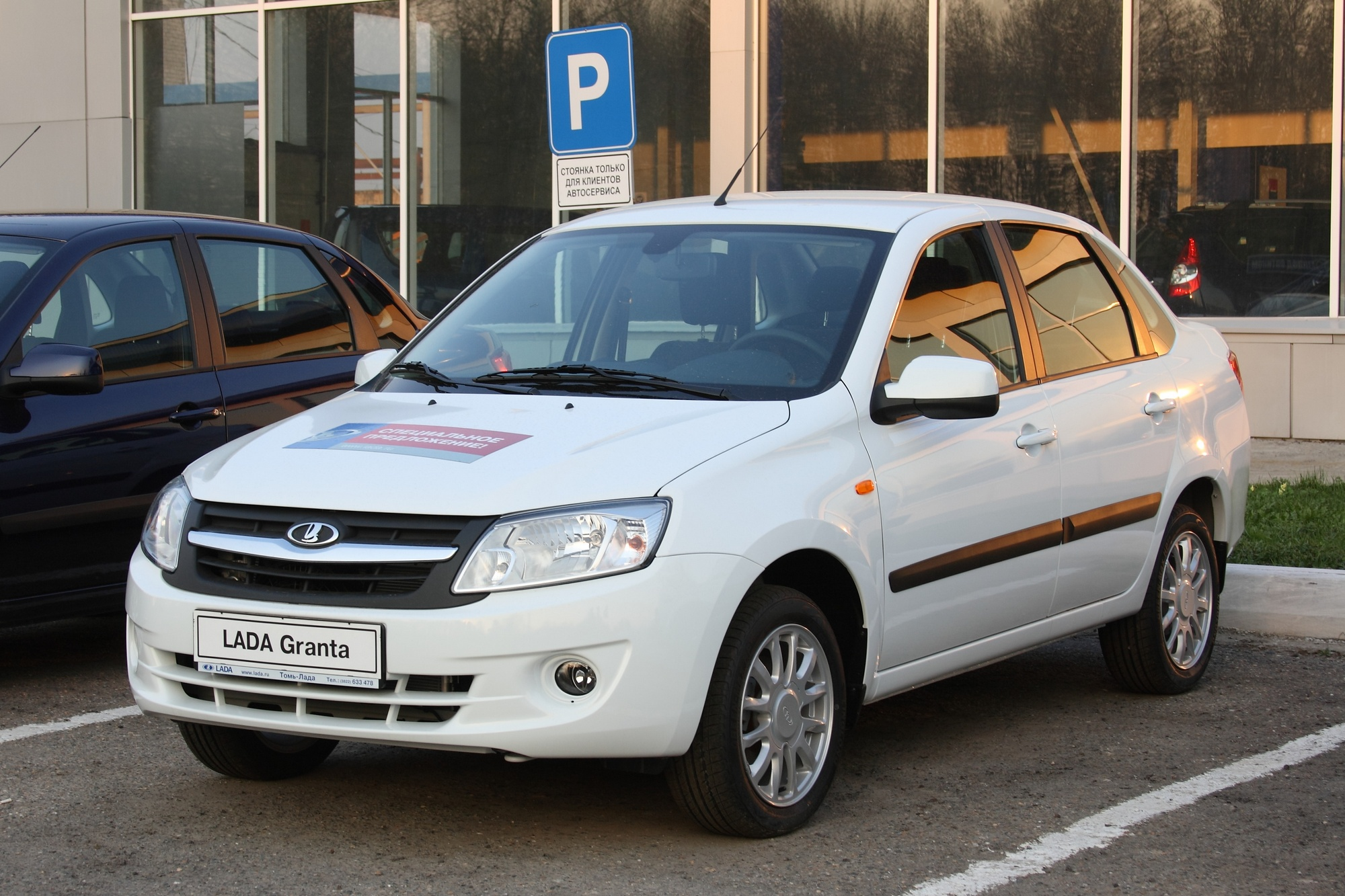
Лада Гранта

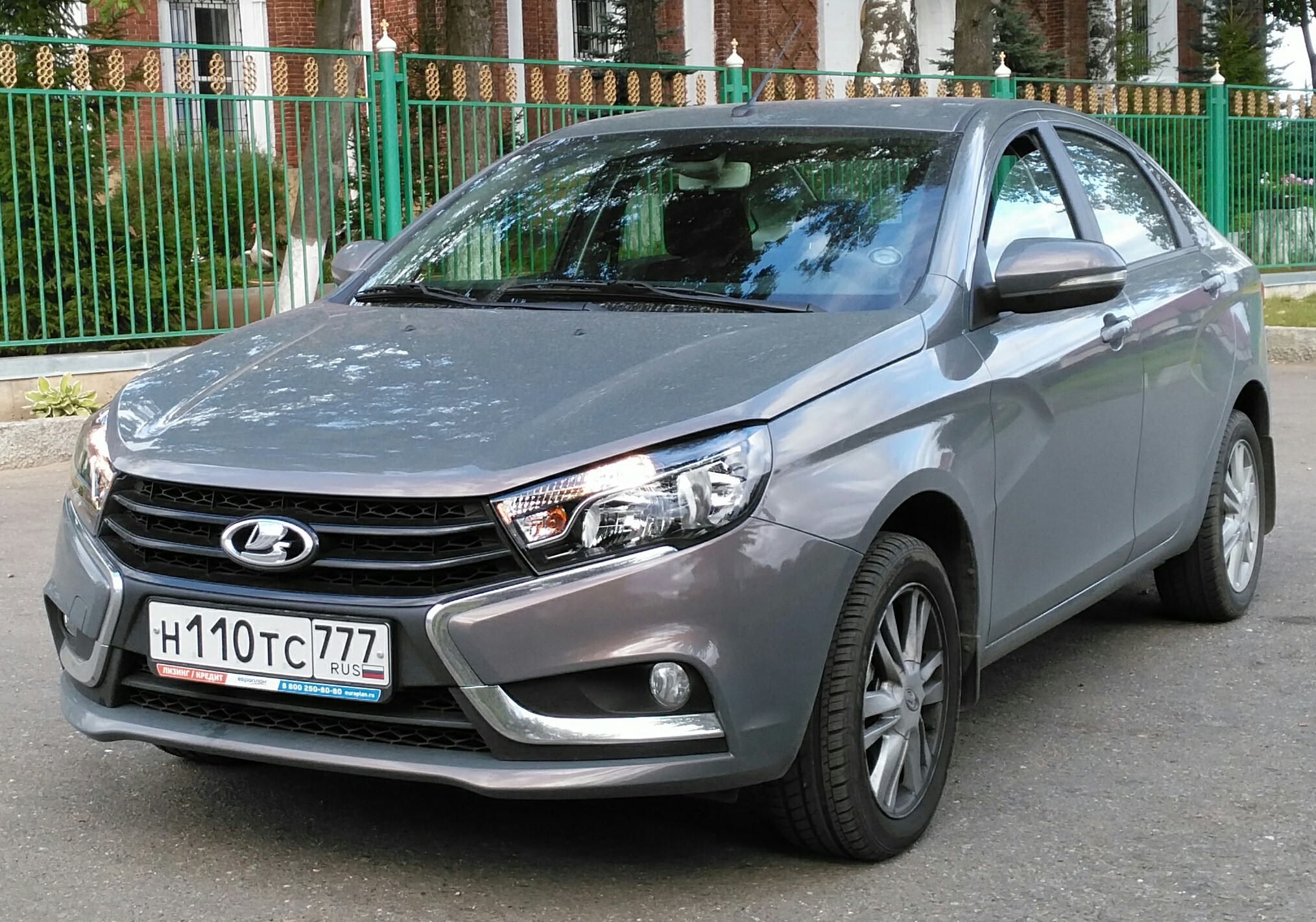
Лада Веста

### Основні тенденції, події, виробники
Найважливішою подією періоду стала економічна криза 2008-2009 року, яка завдала серйозного удару по російському ринку. У 2009 році виробництво автомобілів у країні скоротилася більш ніж удвічі. При цьому в довгостроковій перспективі, на думку експертів, російський ринок чекає значне зростання: так, згідно з прогнозами, докризовий рівень має бути досягнутий уже в 2013—2014 році.
На початку другого десятиліття XXI століття на російському ринку налічувалося кілька найбільших так званих «традиційних» автовиробників: це АвтоВАЗ, ГАЗ, КамАЗ і АМО ЗІЛ. Всі вони були (і є зараз) впізнаваними брендами, які користуються лояльністю вітчизняних споживачів. Однак при цьому вони мали зношену застарілу виробничо-технічну базу, скромні джерела інвестицій і відчайдушно потребували впровадження більш сучасних технологій. Це стало можливим завдяки співпраці з великими світовими автовиробниками, яка, в теорії, повинна було підняти на новий рівень російське автомобілебудування.
У 2010 році стало також відомо про підписання меморандуму між російським виробником «Соллерс» та італійським Fiat: згідно з документом, в Росії повинен з'явитися глобальний альянс з виробництва позашляховиків і пасажирських автомобілів. Фінансову підтримку цьому проєкту повинно надати держава в тому випадку, якщо ступінь локалізації виробництва перевищить 50%. У глобальному плані говориться, що вже до 2016 року в Росії повинен з'явитися найбільший після АвтоВАЗу завод, який здатний випускати до 500 тисяч автомобілів на рік. При цьому кожний десятий транспортний засіб відправлятиметься на експорт.
У сформованій ситуації особливо гостро постало питання про конкурентоспроможність вітчизняних автомобілів і компонентної бази постачальників. У зв'язку з цим АвтоВАЗ і «Соллерс» підписали угоду про стратегічну співпрацю з розвитку власної бази постачальників, яка могла б скласти конкуренцію зарубіжній.

### Ключові моделі

#### Лада Гранта
Lada Granta  — це модель на базі «Калини», виробництво якої стартувало в 2011 році. За задумом виробника, бюджетна новинка повинна замінити собою морально застаріле сімейство Samara, а також модель Lada Kalina в кузові седан. Ажіотаж навколо нового дітища АвтоВАЗу був такий великий, що в перший місяць продажів черги розтяглися аж до початку 2012 року. Гранта стала першою ВАЗівською моделлю, на якій серійно стала встановлюватися автоматична коробка передач.

## Виробники

### Великі
- Альтерна (1991—1995)

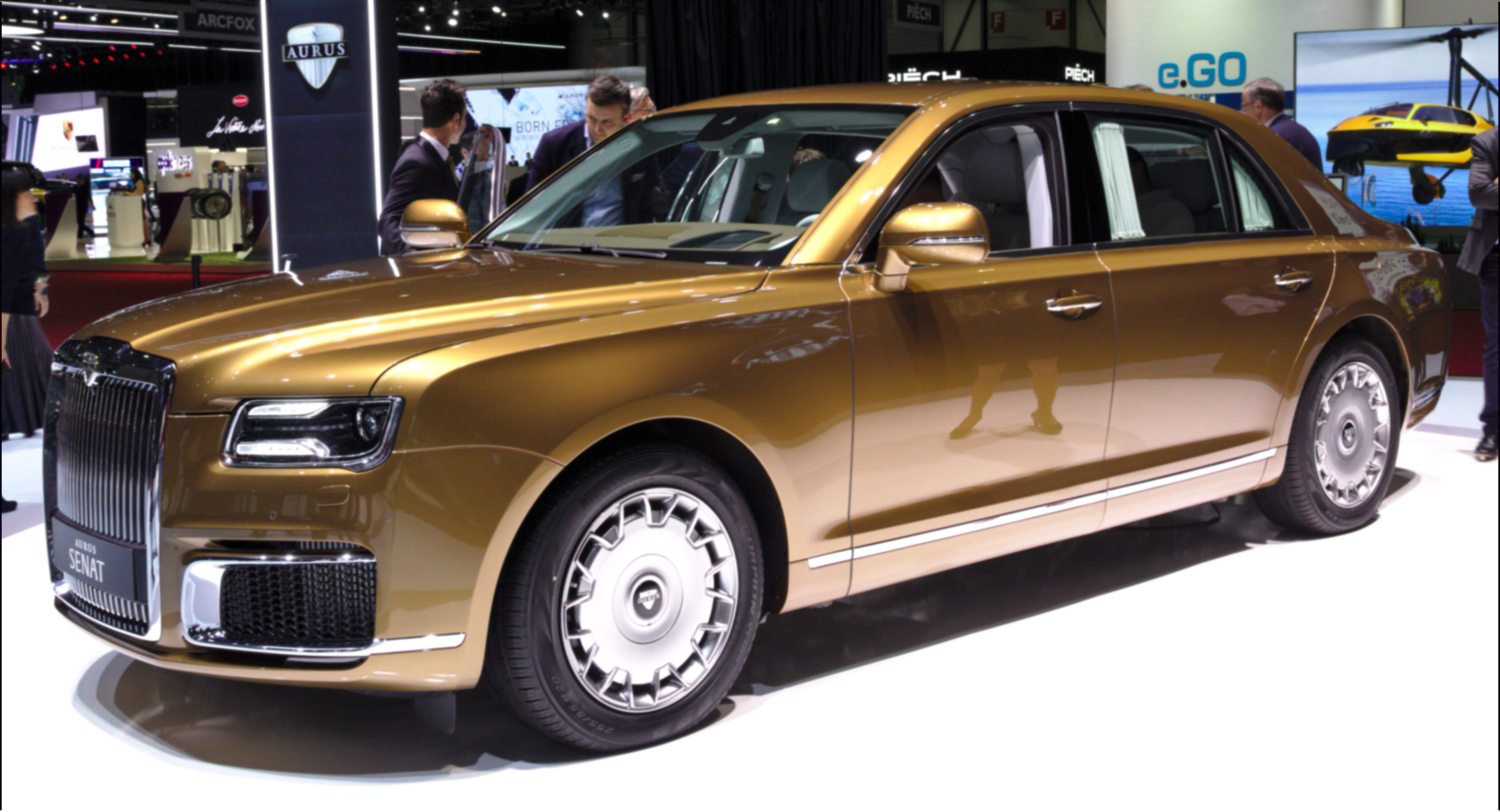
Aurus Senat

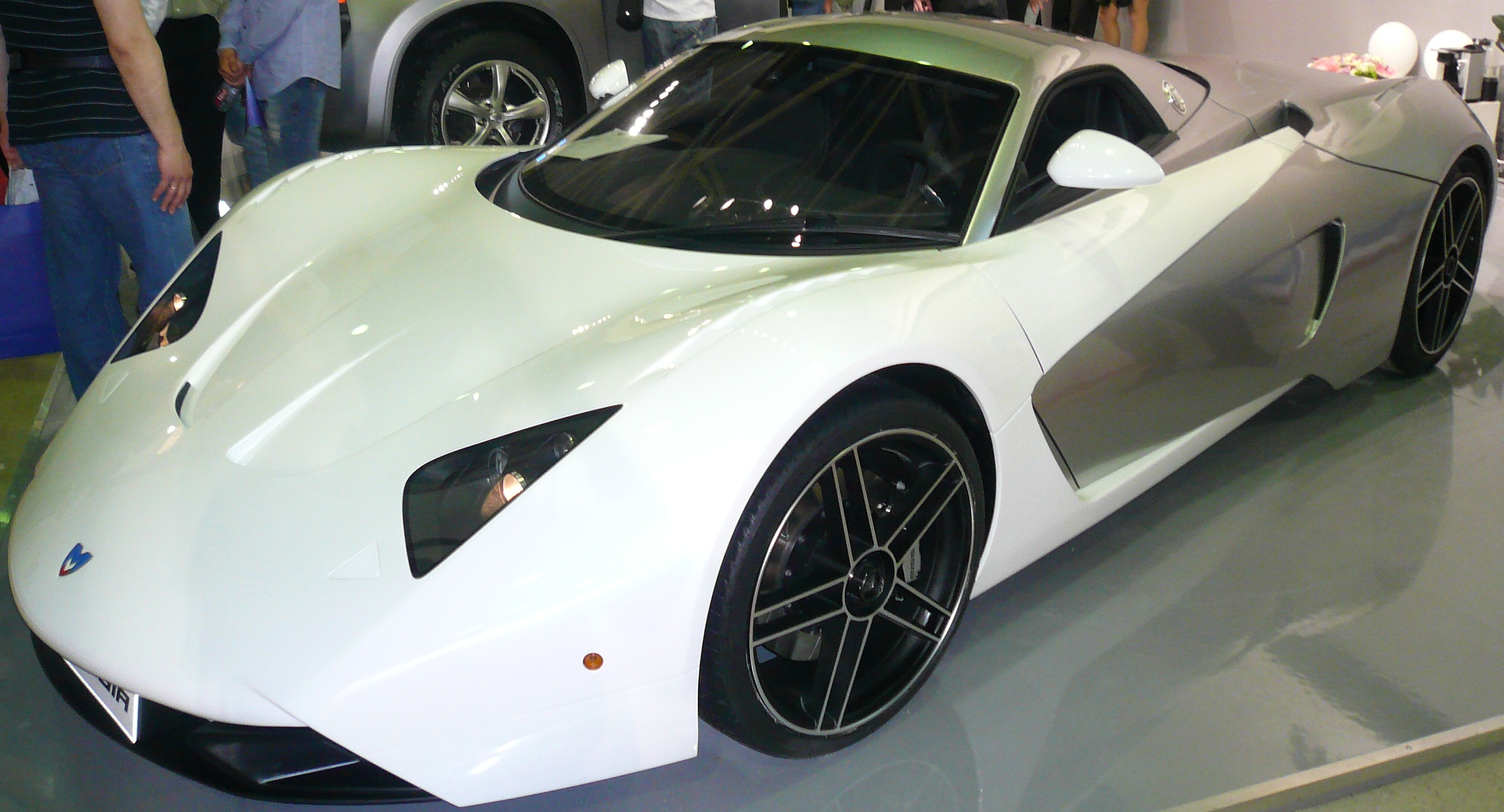
Marussia B1

- Амур (1967—2012, до 2004 року УАМЗ)
- АвтоКубань (1962—2001)
- АвтоВАЗ (Лада, 1966-теперішній час)
- Автомобільний завод імені Ленінського Комсомола (АЗЛК) (Москвич , 1929—2001)
- БАЗ (1958-теперішній час)
- ГАЗ (Волга, 1932-теперішній час))
- ГОЛАЗ (1990-теперішній час, перероблений в 2014 році)
- Іжмаш (1967-теперішній час, починаючи з 2012 року, завод зі складання АвтоВАЗ)
- Камаз (1969-теперішній час)
- КАвЗ (1958-теперішній час)
- Курганський завод колісних тягачів (КЗКТ) (1950—2011)
- ЛіАЗ (1937-теперішній час)
- Москвич (1929—2001)
- НефАЗ (1972-теперішній час)
- ПАЗ (1932-теперішній час)
- СеАЗ (1939-теперішній час, виробництво машин зупинилося у 2008 році)
- УАЗ (1941-теперішній час)
- УралАЗ (1941-теперішній час)
- Вазінтерсервіс (1991-теперішній час)
- ЗіЛ (колишній ЗіС і АМО, 1916-теперішній час)
- Завод малолітражних автомобілів (1987-теперішній час, з 2005 року Sollers-Набережні Човни)

## Обсяг виробництва

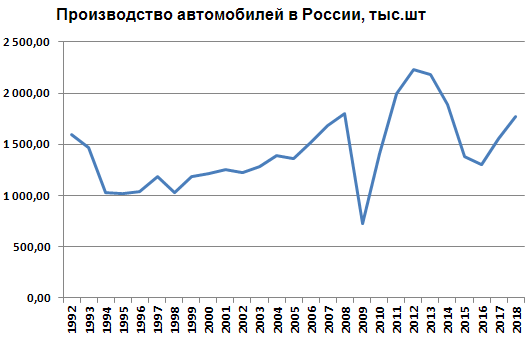
Виробництво автомобілів в Росії в 1992—2016 роках

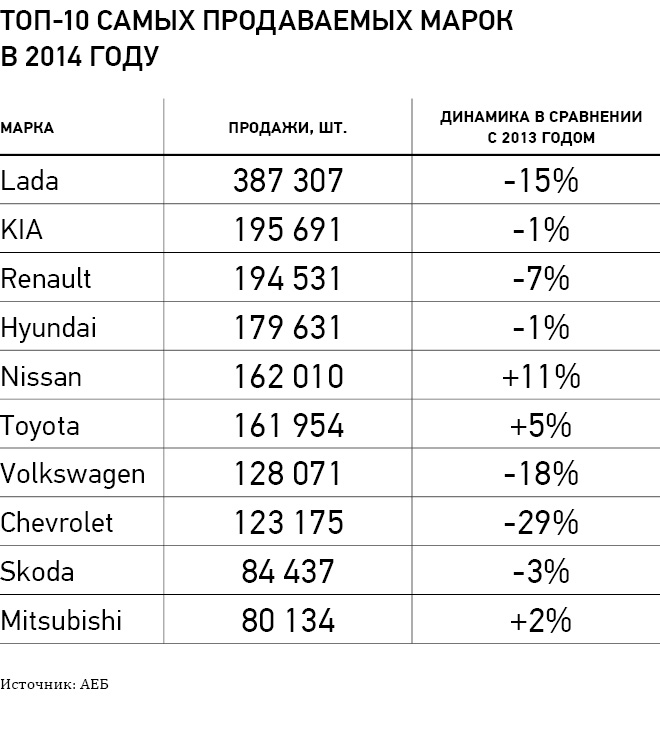
10 найбільш продаваних в 2014 році в Росії марок автомобілів

Сумарний випуск вантажних, легкових автомобілів та автобусів, тис. штук:
|           | РРФСР, Росія | Зокрема                              | Зокрема              | Зокрема   | СРСР  |
| Автобусів | РРФСР, Росія | Автомобілів вантажних (зокрема шасі) | Автомобілів легкових |           | СРСР  |
| --------- | ------------ | ------------------------------------ | -------------------- | --------- | ----- |
| 1900      | 0            |                                      |                      |           | —     |
| 1910      | 0,01         |                                      |                      |           | —     |
| 1920      | 0            |                                      |                      |           | —     |
| 1925      |              |                                      |                      |           | 0,12  |
| 1930      |              |                                      |                      |           | 4,23  |
| 1935      |              |                                      |                      |           | 96,7  |
| 1940      |              |                                      |                      |           | 145,4 |
| 1945      |              |                                      |                      |           | 74,7  |
| 1950      | 342          |                                      |                      |           | 362,9 |
| 1955      |              |                                      |                      |           | 445,3 |
| 1960      | 490          |                                      |                      |           | 523,6 |
| 1965      |              |                                      |                      |           | 616,3 |
| 1970      | 737          |                                      |                      |           | 916,1 |
| 1975      |              |                                      |                      |           | 1 964 |
| 1980      | 1 884        |                                      |                      |           | 2 199 |
| 1985      |              |                                      |                      |           | 2 248 |
| 1990      | 1819,9       | 51,9                                 | 665                  | 1103      | 2 120 |
| 1991      |              |                                      |                      |           |       |
| 1992      | 1 594,283    |                                      |                      |           |       |
| 1993      | 1 470,746    |                                      |                      |           |       |
| 1994      | 1 031,172    |                                      |                      |           |       |
| 1995      | 1 017,375    |                                      |                      |           |       |
| 1996      | 1 040,177    |                                      |                      |           |       |
| 1997      | 1 183,487    |                                      |                      |           |       |
| 1998      | 1 032,512    |                                      |                      |           |       |
| 1999      | 1 185,962    |                                      |                      |           |       |
| 2000      | 1 215,234    |                                      |                      |           | —     |
| 2001      | 1 257,819    |                                      |                      |           | —     |
| 2002      | 1 225,274    |                                      |                      |           | —     |
| 2003      | 1 285,909    |                                      |                      |           | —     |
| 2004      | 1 391,352    |                                      |                      |           | —     |
| 2005      | 1 357,377    |                                      |                      |           | —     |
| 2006      | 1 521,315    |                                      |                      |           | —     |
| 2007      | 1 680,752    |                                      |                      |           | —     |
| 2008      | 1 802,002    |                                      |                      |           | —     |
| 2009      | 729,721      |                                      |                      |           | —     |
| 2010      | 1 406,060    | 40,944                               | 155,497              | 1 209,619 | —     |
| 2011      | 1 990,968    | 44,244                               | 206,814              | 1 739,910 | —     |
| 2012      | 2 234,300    | 58,604                               | 211,994              | 1 963,702 | —     |
| 2013      | 2 185,317    | 53,237                               | 207,423              | 1 924,657 |       |
| 2014      | 1 892,502    | 43,994                               | 153,137              | 1 695,371 |       |
| 2015      | 1 379,929    | 36,443                               | 128,077              | 1 215,409 |       |
| 2016      | 1 299,926    | 42,889                               | 137,273              | 1 119,764 |       |
| 2017      | 1 558,348    | 40,819                               | 162,336              | 1355,193  |       |
| 2018      | 1 766,439    | 45,139                               | 157,167              | 1564,133  |       |